# تشيليس
بلدية تشيليس (بالإسبانية: Cheles)‏, هي إحدى بلديات مقاطعة بطليوس, التي تقع في منطقة إكستريمادورا, والتي تقع في غرب إسبانيا.
يبلغ عدد سكانها 1.332 نسمة وفقاً لإحصائية سنة (2002).